# 阿拉丘克河
阿拉丘克河（羅馬化：Alachuk）是烏克蘭克里米亞的河流，屬於安杜斯河的左支流，河道全長11公里，河口距離里巴切0.2公里，處於海拔高度17米。